# 11173 Jayanderson
A 11173 Jayanderson (ideiglenes jelöléssel 1998 FA59) a Naprendszer kisbolygóövében található aszteroida. A LINEAR projekt keretében fedezték fel 1998. március 20-án.